# Khumjung

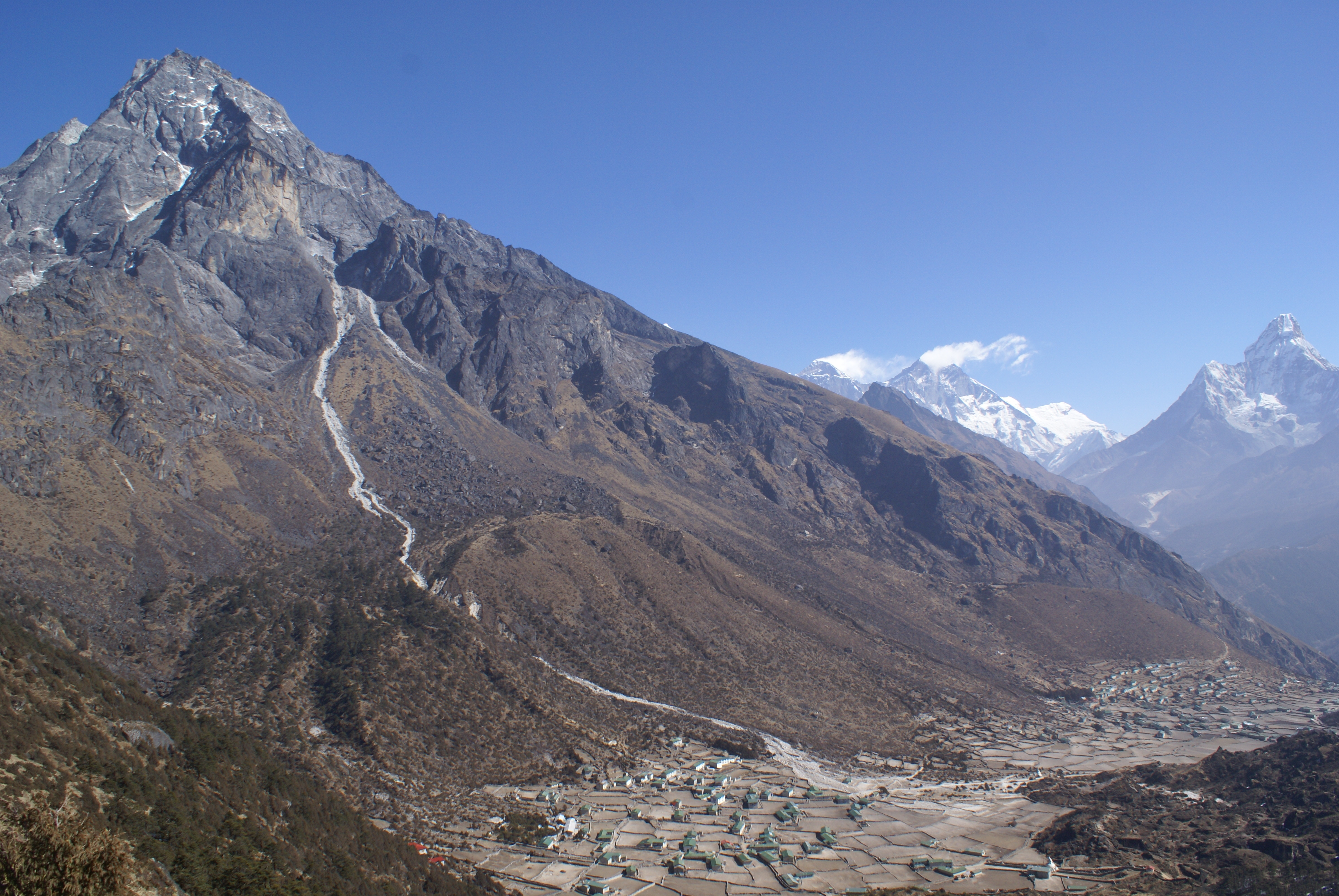
El monte Khumbila e los pueblos de Khumjung y Kunde. Se puedem ver los montes Everest, Lhotse e Ama Dablam

Aldea de Khumjung y montaña Khumbila

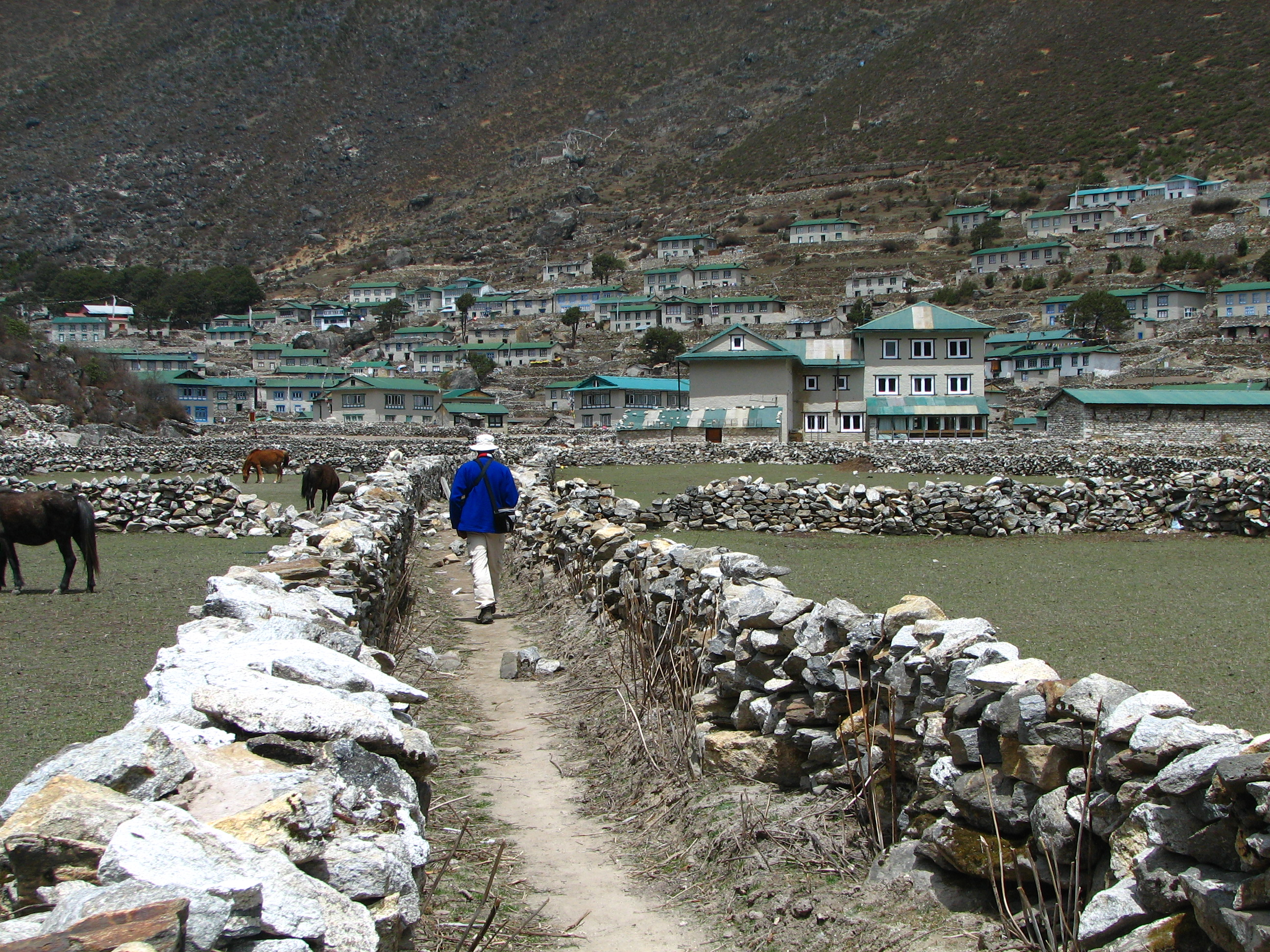
Aldea de Khumjung

Khumjung (nepalí: खुम्जुंग) es un pueblo en el distrito de Solukhumbu, en la Zona de Sagarmatha, al noreste de Nepal.  En el censo del 2011 tenía una población de 1912 habitantes que vivían en 551 casas individuales.
Se encuentra en la región de Khumbu, dentro del Parque nacional de Sagarmatha, un sitio clasificado por la UNESCO como Patrimonio de la Humanidad desde 1979.
El pueblo es la sede del comité de desarrollo de las aldeas de Khumjung que incluyen Kunde, Khumjung, Tengboche, Pangboche, Pheriche, Dole, Chharchung, Machhermo, Dingboche y Gokyo. Está situado a una altitud de 3970 metros sobre el nivel del mar, y cerca del monte Khumbila.
Este pueblo cuenta con comunicaciones modernas como Internet y los teléfonos fijos y móviles, así como la escuela "Hillary", fundada por Edmund Hillary en 1961, ocho años después de la conquista del Monte Everest, que proporciona educación para más de 350 niños.

VDC Khumjung - Pueblos y aldeas
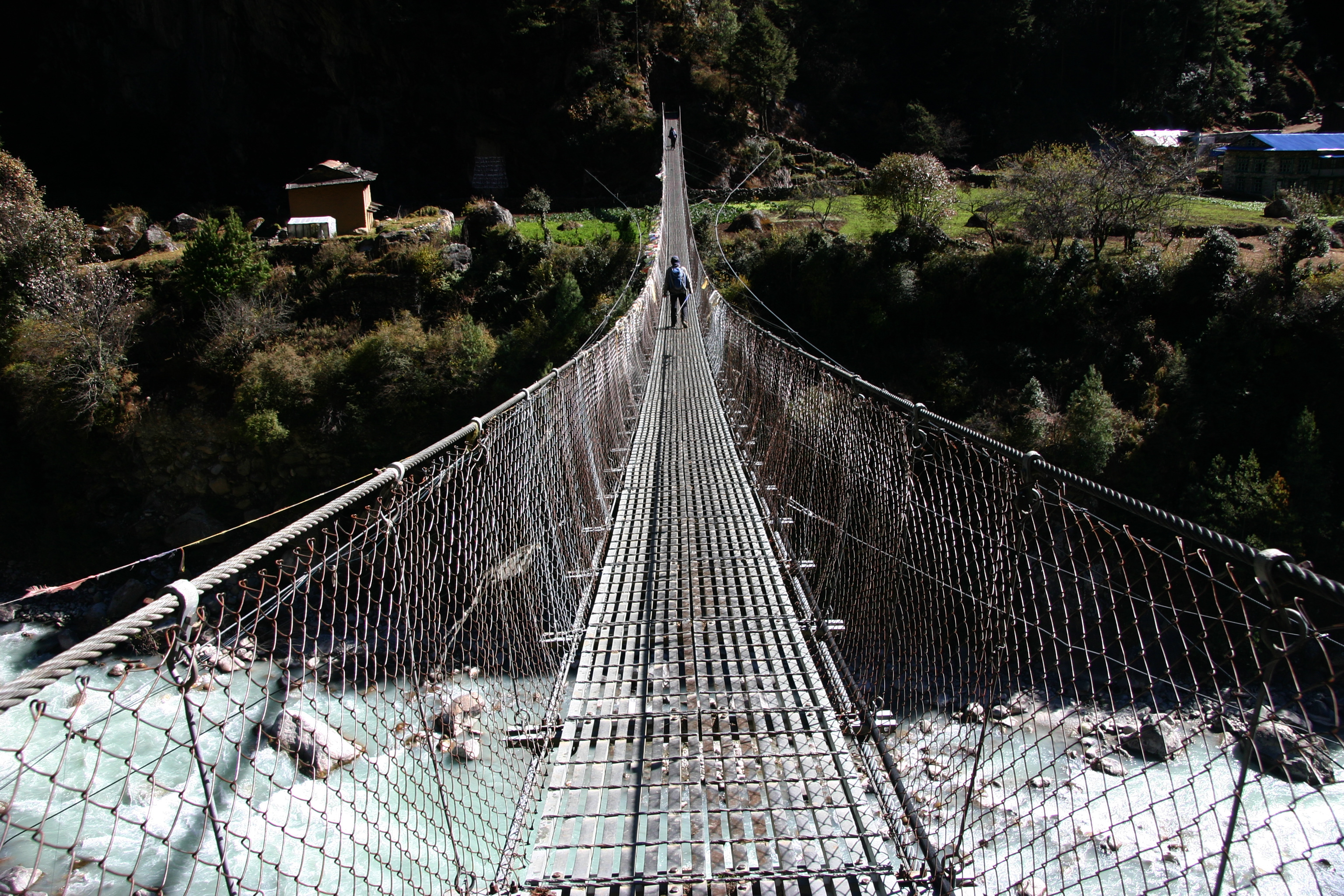
Jorsale
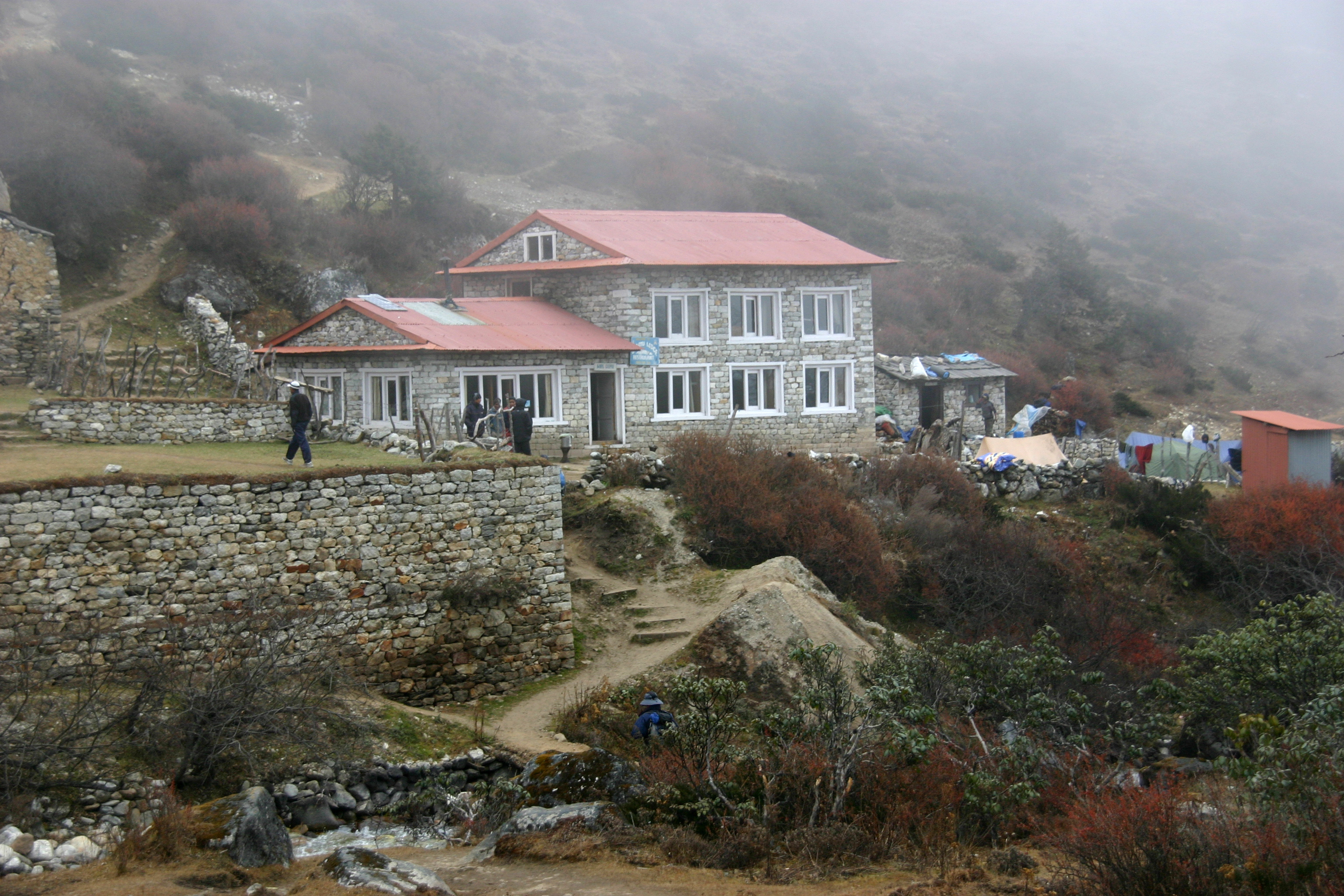
Dhole
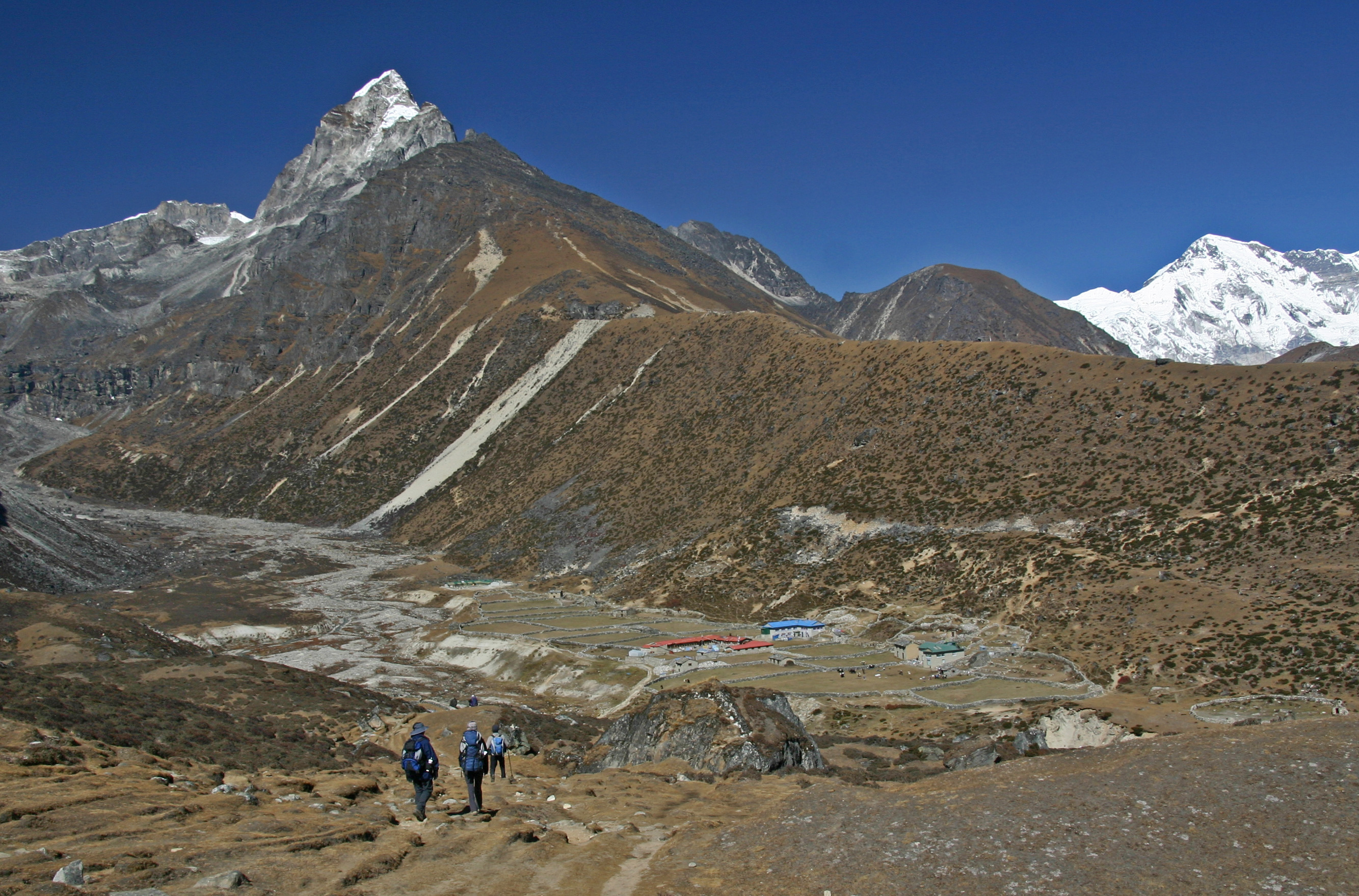
Machhermo
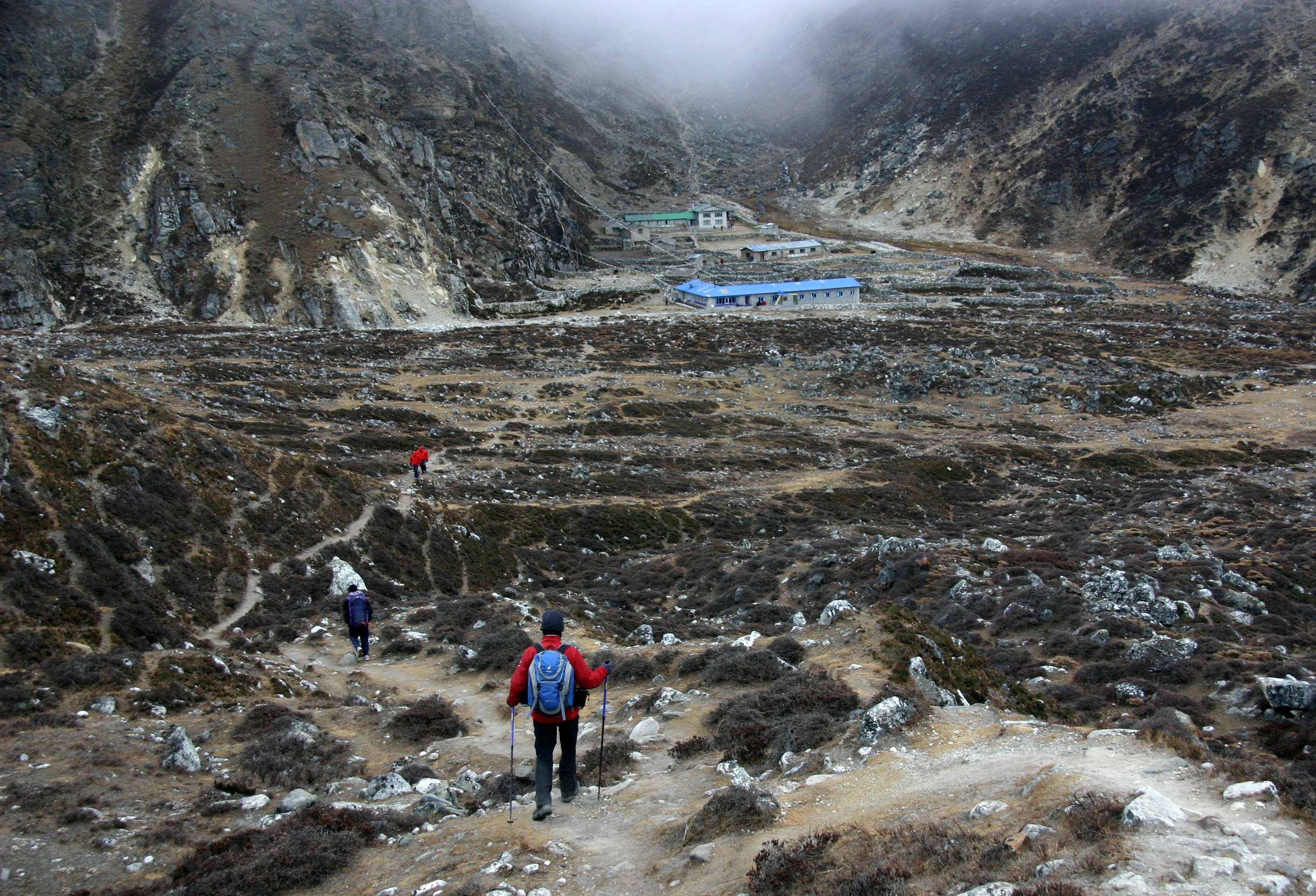
Thangna
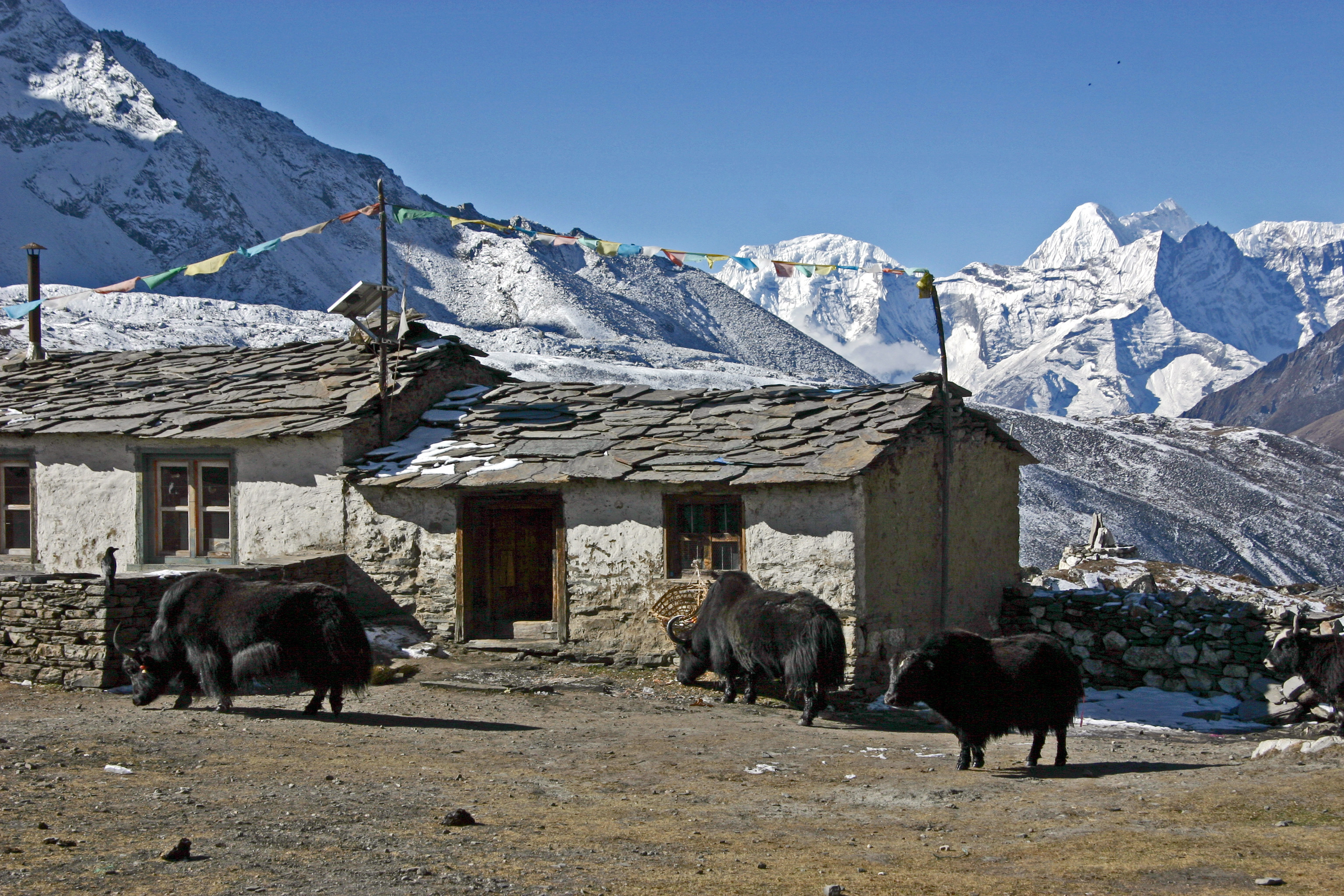
Chhukung
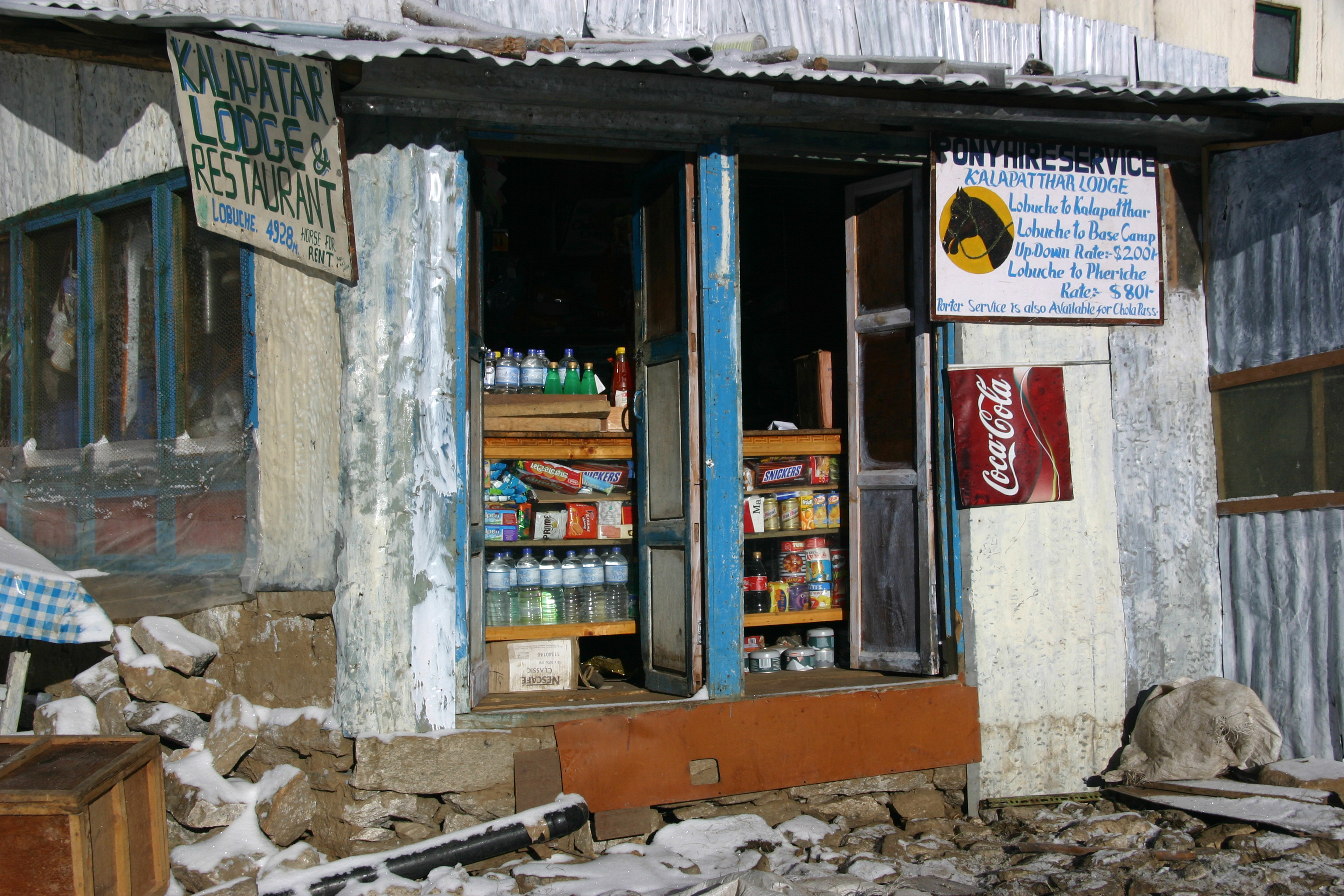
Lobuche
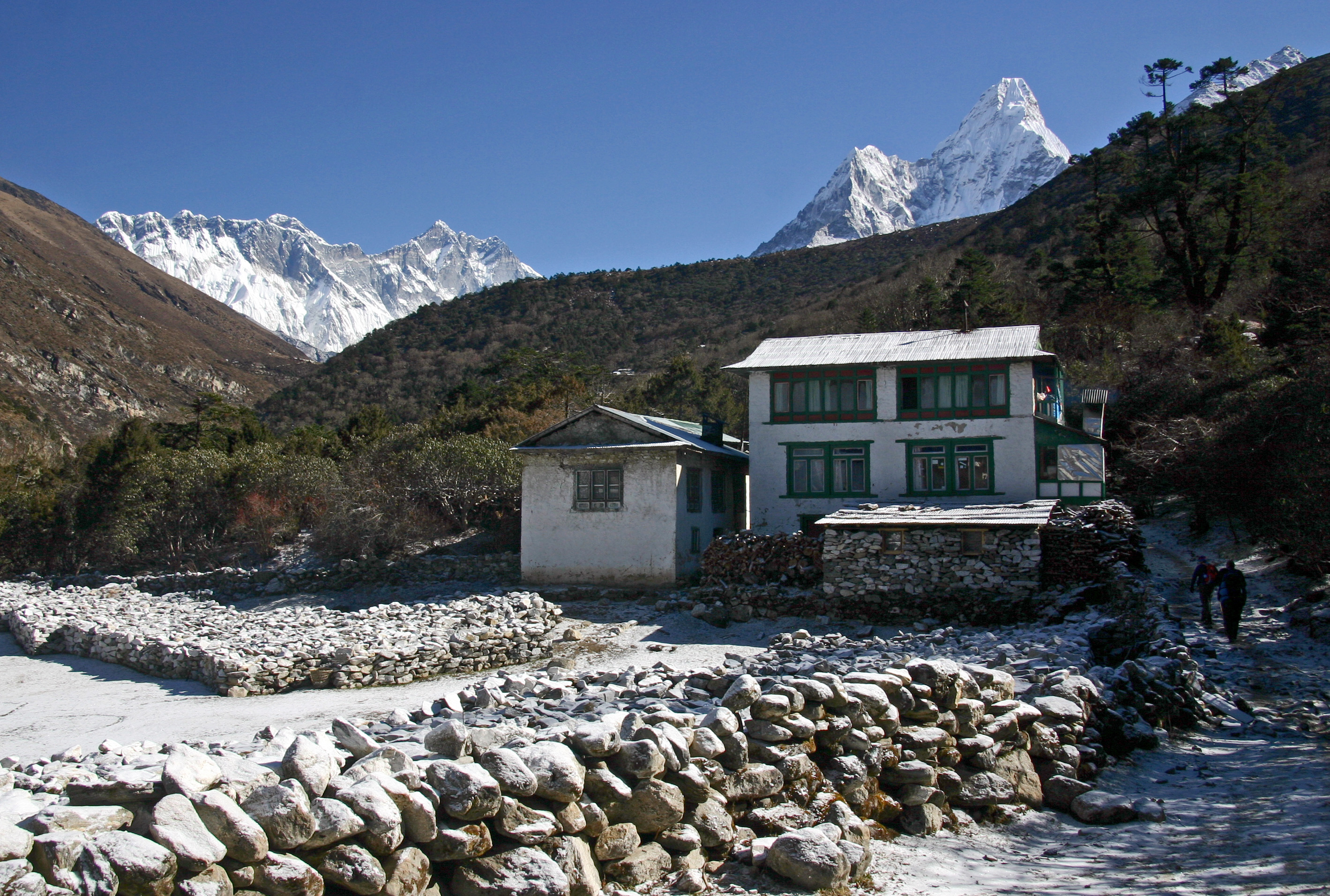
Deboche
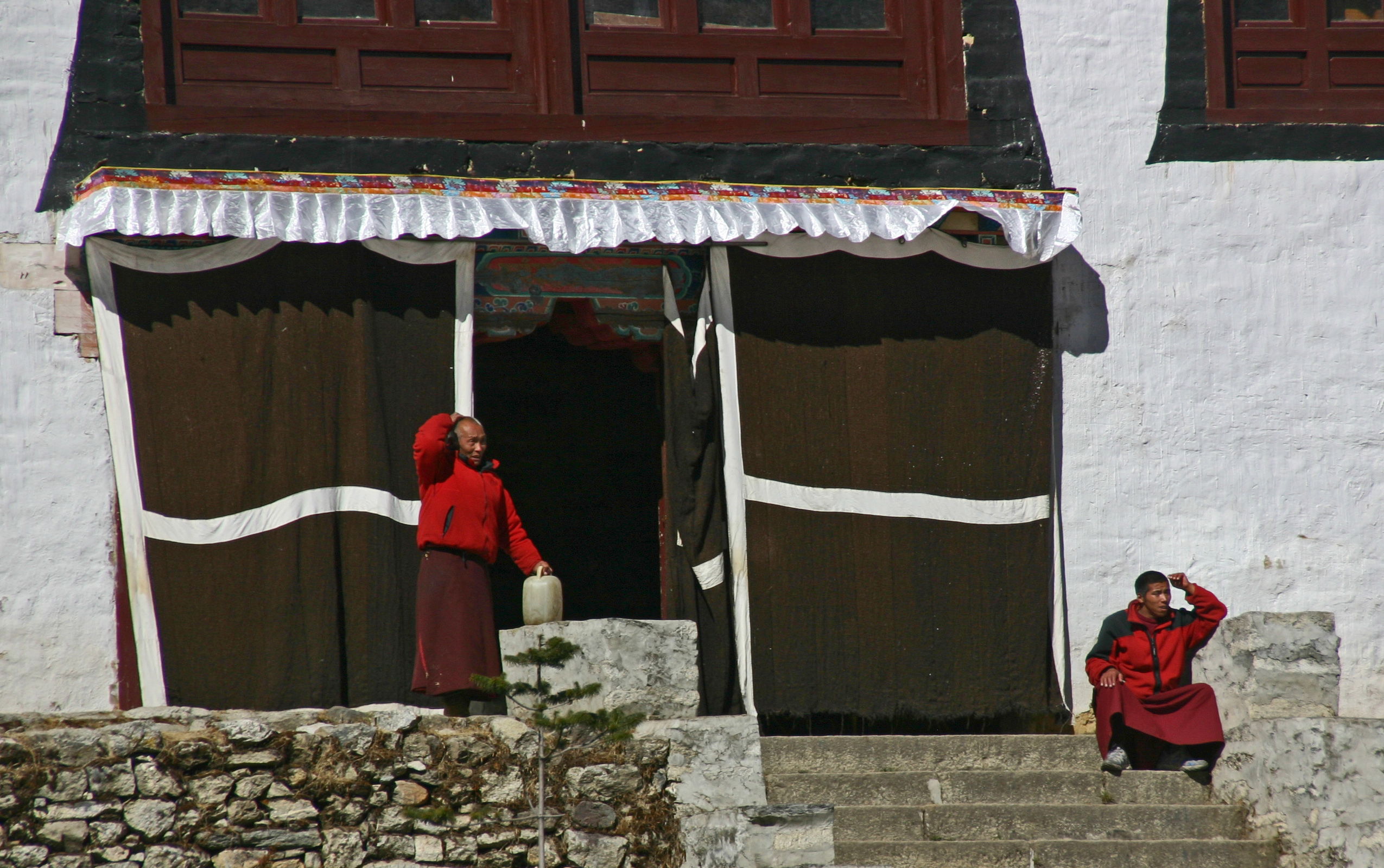
Tengboche